# 克拉根福大学
克拉根福大学 (德語：或Alpen-Adria-Universität Klagenfurt, AAU) 是奥地利一所研究型大学，位于克恩顿州首府、全国第六大城市克拉根福，是该州最大高等教育机构。
该大学最初成立于1970年，并于1993年重启，如今拥有人文和社会科学、管理和经济学、技术科学和跨学科研究。